# Visual Concepts
A Visual Concepts egy kaliforniai székhelyű videójáték-fejlesztő cég, ami elsősorban a Take-Two Interactive kiadóvállalat 2K sportjáték sorozatának révén ismert. A sorozat sikere után a Sega felvásárolta őket, annak teljes tulajdonú leányvállalata lett. 2005 januárjában a Sega a céget és annak leányvállalatát, a Kush Gamest eladta a Take-Two Interactive-nak. A Visual Concepts felvásárlása után a Take-Two megalapította a 2K Games kiadót, hogy az alatt jelentesse meg a cég játékait.
A Visual Concepts novatói székhelyén kívül még további öt stúdiót üzemeltet. A stúdiók Szöul, Sanghaj, Budapest, Agoura Hills és Foothill Ranch városában találhatóak.

## Videójátékaik

### 2K/WWE sorozat
- WWE 2K14
- WWE 2K15
- WWE 2K16
- WWE 2K17
- WWE 2K18
- WWE 2K19

### 2K/ESPN sorozat
- NFL amerikai futball
  - NFL 2K (Dreamcast)
  - NFL 2K1 (Dreamcast)
  - NFL 2K2 (Dreamcast, PlayStation 2, Xbox)
  - NFL 2K3 (PlayStation 2, Xbox, Nintendo GameCube)
  - ESPN NFL Football (PlayStation 2, Xbox)
  - ESPN NFL 2K5 (PlayStation 2, Xbox)
- Fantasy Football
  - All-Pro Football 2K8 (PlayStation 3, Xbox 360)
- NBA kosárlabda
  - NBA 2K (Dreamcast)
  - NBA 2K1 (Dreamcast)
  - NBA 2K2 (Dreamcast, PlayStation 2, Xbox, Nintendo GameCube)
  - NBA 2K3 (Nintendo GameCube, PlayStation 2, Xbox)
  - ESPN NBA Basketball (PlayStation 2, Xbox)
  - ESPN NBA 2K5 (Xbox, PlayStation 2)
  - NBA 2K6 (PlayStation 2, Xbox, Xbox 360)
  - NBA 2K7 (PlayStation 2, Xbox, Xbox 360, PlayStation 3)
  - NBA 2K8 (PlayStation 2, PlayStation 3, Xbox 360)
  - NBA 2K9 (PlayStation 3, Xbox 360, PlayStation 2, PC)
  - NBA 2K10 (Wii, PlayStation 3, Xbox 360, PlayStation 2, PC, PSP)
  - NBA 2K11 (Wii, PlayStation 3, Xbox 360, PlayStation 2, PC, PSP)
  - NBA 2K12 (iOS, PC, PlayStation 2, PlayStation 3, PSP, Wii, Xbox 360)
  - NBA 2K13 (iOS, Android, PC, PlayStation 3, Xbox 360, PSP, Wii, Wii U)
  - NBA 2K14 (PC, PlayStation 3, Xbox 360, PlayStation 4, Xbox One)
- Egyetemi amerikai futball
  - NCAA College Football 2K2: Road to the Rose Bowl (Dreamcast)
  - NCAA College Football 2K3 (Nintendo GameCube, Xbox, PlayStation 2)
- Egyetemi kosárlabda
  - NCAA College Basketball 2K3 (Nintendo GameCube, PlayStation 2, Xbox)
  - ESPN College Hoops (PlayStation 2, Xbox)
  - ESPN College Hoops 2K5 (PlayStation 2, Xbox)
  - College Hoops 2K6 (PlayStation 2, Xbox, Xbox 360)
  - College Hoops 2K7 (PlayStation 2, Xbox, Xbox 360)
  - College Hoops 2K8 (PlayStation 2, PlayStation 3, Xbox 360)
- MLB baseball
  - World Series Baseball 2K2 (Dreamcast, Xbox)
  - ESPN MLB Baseball (PlayStation 2, Xbox)
  - Major League Baseball 2K5 (PlayStation 2, Xbox)
  - Major League Baseball 2K6 (Nintendo GameCube, PSP, PlayStation 2, Xbox, Xbox 360)
  - Major League Baseball 2K7 (PSP, PlayStation 2, PlayStation 3, Xbox, Xbox 360, Nintendo DS, Game Boy Advance)
  - Major League Baseball 2K8 (PlayStation 2, PlayStation 3, PSP, Wii, Xbox 360)
  - Major League Baseball 2K9 (PC, Xbox 360, PlayStation 3, PlayStation 2, PSP, Wii)
  - Major League Baseball 2K10 (PC, Xbox 360, PlayStation 3, PlayStation 2, PSP, Wii)
  - Major League Baseball 2K11 (PC, Xbox 360, PlayStation 3, PlayStation 2, PSP, Wii)
  - Major League Baseball 2K12 (PC, Xbox 360, PlayStation 3, PlayStation 2, PSP, Nintendo DS, Wii)
  - Major League Baseball 2K13 (Xbox 360, PlayStation 3)
- NHL jégkorong
  - NHL 2K (Dreamcast)
  - NHL 2K2 (Dreamcast)
  - NHL 2K3 (Nintendo GameCube, PlayStation 2, Xbox)
  - ESPN NHL Hockey (PlayStation 2, Xbox)
  - ESPN NHL 2K5 (PlayStation 2, Xbox)
  - NHL 2K6 (PlayStation 2, Xbox, Xbox 360)
  - NHL 2K7 (PlayStation 2, PlayStation 3, Xbox, Xbox 360)
  - NHL 2K8 (PlayStation 2, PlayStation 3, Xbox 360)
  - NHL 2K9 (PlayStation 2, PlayStation 3, Xbox 360, Wii)
  - NHL 2K10 (Wii, Xbox 360, PlayStation 3, PlayStation 2)
  - NHL 2K11 (Wii)

### Egyéb játékok

#### Xbox
- ToeJam & Earl III

#### Dreamcast
- Floigan Bros.
- Ooga Booga
- Sonic Adventure 2

#### PlayStation
- NBA Fastbreak '98
- NHL Hockey '97
- One
- Viewpoint

#### Sega Saturn
- NBA Action 98
- NHL Hockey 97

#### SNES/Genesis/Mega Drive
- Lester the Unlikely
- Madden NFL '94
- Madden NFL '95
- Bill Walsh College Football
- ClayFighter
- Clay Fighter II
- Claymates
- Harley's Humongous Adventure
- MLBPA Baseball
- NHL 95
- Taz-Mania
- Weaponlord
- Were Back
- Desert Strike
- Jungle Strike
- Ken Griffey Jr. Baseball

#### Game Boy
- Star Trek: 25th Anniversary

#### Apple IIGS
- Task Force
- Gnarly Golf
- Great Western Shootout

## Fordítás
- Ez a szócikk részben vagy egészben  a   Visual Concepts című angol Wikipédia-szócikk ezen változatának fordításán alapul.  Az eredeti cikk szerkesztőit annak laptörténete sorolja fel. Ez a jelzés csupán a megfogalmazás eredetét és a szerzői jogokat jelzi, nem szolgál a cikkben szereplő információk forrásmegjelöléseként.